# SEMICON Taiwan
SEMICON Taiwan又稱國際半導體展，是一項由SEMI國際半導體產業協會主辦的展覽，於1996年首度在台灣舉辦。該展覽會也是台灣規模最大的半導體展會。

## 外部連結
- 展覽官方網站 （页面存档备份，存于）